# 1990-es labdarúgó-világbajnokság-selejtező
Az 1990-es labdarúgó-világbajnokság selejtezőiben 116 csapat indult a 24 helyért. Olaszország és Argentína automatikusan jutott tovább; előbbi a rendezés jogán, utóbbi mint címvédő. A maradék 22 helyért nagy harc indult.
A 24 helyet a kontinentális zónák osztották szét alábbiak szerint:
- Európa (UEFA): 14 hely, Olaszország automatikusan jutott tovább a rendezés jogán, a további 13 helyért 32 csapat küzdött.
- Dél-Amerika (CONMEBOL): 3,5 hely, Argentína automatikusan jutott tovább címvédés jogán, a további 2,5 helyért 9 csapat versengett. A 0,5 hely győztese játszhatott interkontinentális selejtezőt.
- Észak-Amerika, Közép-Amerika és a Karib-térség (CONCACAF): 2 hely, 16 csapat között
- Afrika (CAF): 2 hely, 26 csapat között
- Ázsia (AFC): 2 hely, 26 csapat között
- Óceánia (OFC): 0,5 hely, 5 csapat között dőlt el. (Izrael és Tajvan is ebbe a csoportban szerepelt). A 0,5 hely győztese játszhatott interkontinentális selejtezőt.

A selejtezők 314 mérkőzése alatt 735 gól esett (átlag 2,34 gól/mérkőzés).

## Kontinentális zónák
Ha látni akarod a dátumokat és az eredményeket, kattints a kontinensre.
- Európa (UEFA)

1. csoport - Románia jutott tovább.
2. csoport - Svédország és Anglia jutott tovább.
3. csoport - Szovjetunió és Ausztria jutott tovább.
4. csoport - Hollandia és Nyugat-Németország  jutott tovább.
5. csoport - Jugoszlávia és Skócia jutott tovább.
6. csoport - Spanyolország és Írország jutott tovább.
7. csoport - Belgium és Csehszlovákia jutott tovább.
- Dél-Amerika (CONMEBOL)

1. csoport - Uruguay jutott tovább.
2. csoport - Kolumbia játszhatott interkontinentális selejtezőt.
3. csoport - Brazília jutott tovább.
- Észak-Amerika (CONCACAF)

Costa Rica és USA jutott tovább.
- Afrika (CAF)

Egyiptom és Kamerun jutott tovább.
- Ázsia (AFC)

Dél-Korea és Egyesült Arab Emírségek jutott tovább.
- Óceánia (OFC)

Izrael játszhatott interkontinentális selejtezőt.

## Interkontinentális selejtező

### CONMEBOL / OFC Interkontinentális selejtező
1989. október 15., Barranquilla, Kolumbia -  COL 1 - 0  ISR
1989. október 30., Ramat Gan, Izrael -  ISR 0 - 0  COL
Kolumbia jutott tovább. Összesítés: 1-0.